# Великий Ліс (Шосткинський район)
Вели́кий Ліс —  село в Україні, у Шосткинській міській громаді Шосткинського району Сумської області. Населення становить 46 осіб.

## Географія
Село Великий Ліс знаходиться на відстані 0,5 км від села Солотвине. По селу протікає пересихаючий струмок.

## Символіка
На гербі зображені три сосни та хижий лис. Лисиця і ліс це гра слів і вони вказують на назву села (герб є промовистим). Лисиця також представляє Воронізький ботанічний заказник. Блакитний і жовтий кольори вказують на красу місцевої природи, а чорний на поклади торфу.

## Історія
На 1859 р. Антипенків хутір в урочищі Великий Ліс належав дворянину Федору Івановичу Ільїнському.

## Населення
За переписом населення України 2001 року в селі мешкало 46 осіб.

### Мова
Розподіл населення за рідною мовою за даними перепису 2001 року:
| Мова       | Кількість | Відсоток |
| ---------- | --------- | -------- |
| українська | 45        | 97.83%   |
| російська  | 1         | 2.17%    |
| Усього     | 46        | 100%     |

## Пам'ятки
- Поряд з селом знаходиться Воронізький ботанічний заказник